# Cunnington
Cunnington es una marca argentina de bebidas gaseosa. Desde 2025 es propiedad de la empresa Refres Now, dueña de la competidora Manaos. Es líder en su país en el mercado de aguas tónicas y produce desde 2007 una línea de gaseosas cola, lima, naranja, pomelo, citrus y ginger ale. Esta nueva línea de productos le permitió aumentar 70% sus ventas y posicionarse en el tercer lugar de bebidas cola, tras las multinacionales estadounidenses Coca-Cola y Pepsi.

## Historia

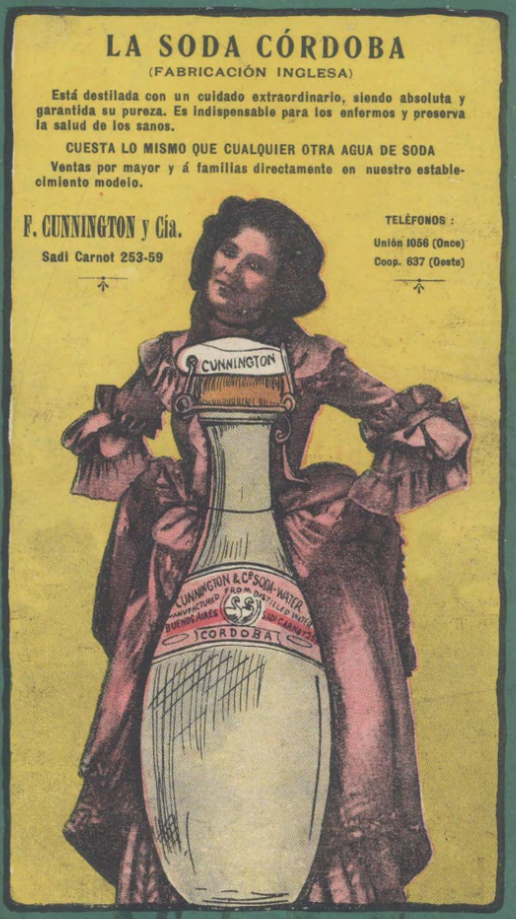
Publicidad de la marca de soda Córdoba, perteneciente a la empresa Cunnington, en la revista argentina PBT, en 1906.

Cunnington comienza en 1900 tras la fundación por parte de Juan Vicente Sangiacomo y 4 años después en 1904 en pleno desarrollo se inaugura una planta embotelladora en la Avenida San Juan 2844 en Buenos Aires. Actualmente en ese lugar se emplaza un Supermercado Vea. Además se funda La Argentina S.A como propietaria de la marca. Anteriormente Sangiacomo trabajo en Inchauspe y Cía, una licorería fundada en 1862.
En 1920 se registra el número 22 para su logo y durante los años 1920 se lanzan las marcas Soda Belgrano y Agua de Mesa Córdoba. Juan Antonio Sangiacomo se suma a la empresa y se impulsó la apuesta sobre el consumo de gaseosas en Argentina. En Inglaterra se negocio la importación del concentrado base que dio origen al Indian Tonic Cunnington.
En los años 1980 tras una crisis, la familia Sangiacomo cierra la empresa y en 1997 el Grupo PRODEA relanza la marca, entre otras marcas de aguas y gaseosas.
En 2025 fue adquirida por la empresa Refres Now, por una suma cercana a los 70 millones de dólares.

## Marcas
- Cola
- Pomelo
- Indian Tonic
- Naranja
- Lima Limón
- Ginger Ale
- Limón (No confundir con Lima Limón)
- Manzana
- Línea Favaloro (Junto a Fundación Favaloro)

## Planta industrial
La Cunnington es elaborada en la calle 12 del Parque Industrial Pilar, kilómetro 60 de la Ruta Nacional 8, en la localidad bonaerense de Pilar. La planta tiene una superficie de 9,7 hectáreas y 19.500 m² de superficie construida, incluyendo los sectores de fabricación, depósitos de insumos, semi elaborados y productos terminados, salas de máquinas, tratamiento de aguas, talleres y oficinas administrativas.
Tiene abastecimiento propio de agua cruda (100 m3/h), tratamiento de aguas, almacenamiento de aguas (600 m³), red antiincendios, planta de tratamiento de efluentes líquidos, servicios industriales centrales de energía eléctrica (4.000 kVA), refrigeración (750.000 Frig./h), aire de 40 bar (3.000 Nm3/h) y aire de 10 bar (1.800 Nm3/h).
El proceso de producción abarca tres etapas:
- Elaboración de jarabes concentrados.
- Fabricación de envases: inyección de preformas y soplado de botellas.
- Fraccionamiento y embalaje: llenado, tapado, etiquetado, empacado y paletizado.